# ألبرت غرانت
ألبرت غرانت (بالإنجليزية: Ebenezer Grant)‏ (1 يناير 1882 ببورسلم في المملكة المتحدة - 1 يناير 1962 في المملكة المتحدة) هو لاعب كرة قدم بريطاني (وحمل سابقاً جنسية المملكة المتحدة لبريطانيا العظمى وأيرلندا) في مركز جناح ‏. لعب مع بورت فايل.